# Djuptjärnen (Siljansnäs socken, Dalarna)
Djuptjärnen är en sjö i Leksands kommun i Dalarna och ingår i Dalälvens huvudavrinningsområde.